# Rue Castex
Rue Castex je ulice v Paříži v historické čtvrti Marais. Nachází se ve 4. obvodu.

## Poloha
Ulice vede od křižovatky s Boulevard Henri-IV a končí na křižovatce s Rue Saint-Antoine.

## Historie
Ulice Rue Castex byla vytvořena v roce 1805 na místě zbořených budov bývalého kláštera Navštívení Panny Marie. Rozkládala se tehdy směrem na jih až k Rue de la Cerisaie. Dne 11. června 1806 byla pojmenována na počest francouzského plukovníka Pierra Castexe (1760–1805), který padl v bitvě u Slavkova.

## Zajímavé objekty
- dům č. 15: Temple du Marais